# Ségou
Ségou   este un oraș  în  sudul statului Mali, pe Niger. Este reședința  regiunii  omonime.